# Caledonia (miasto w stanie Nowy Jork)
Caledonia – miasto w Stanach Zjednoczonych, w stanie Nowy Jork, w hrabstwie Livingston.